# امیری (آمل)
امیری منطقه‌ای در دهستان بالالاریجان بخش لاریجان آمل، در استان مازندران است.

## جغرافیا
منطقهٔ امیری به‌شکل دره‌ای در امتداد شرق به غرب در دل رشته‌کوه البرز مرکزی و در واقع در نقطهٔ میانی شهرستان آمل قرار دارد. رودخانه هراز از کنار این منطقه می‌گذرد. امیری از غرب به قلهٔ دماوند و از جنوب و جنوب غربی به لاسم می‌رسد.

## زبان و مردم
زبان مردم این منطقه مازندرانی با گویش آملی است. مردم این منطقه طایفه امیری آمل محسوب می‌شوند.

## اقتصاد
امرار معاش اصلی مردم منطقه از طریق کشاورزی و دامپروری است. اقلیم منطقه مطابق با مناطق کوهستانی بوده و زمستان‌های پربرف و تابستان‌های دلپذیر و مطبوعی دارد. امیری با در اختیار داشتن چندین هکتار باغ گیلاس بخشی از ۱۵۰۰ هکتار باغ گیلاس در شهرستان آمل را شامل می‌شود. کشورهای روسیه، ارمنستان، جمهوری آذربایجان، ترکمنستان و کشورهای حاشیهٔ جنوبی خلیج فارس مقصد صادراتی گیلاس امیری لاریجان است.

## روستاها
امیری مشتمل است بر روستاهای:

## تاریخچه
امیری در گذشته یکی از دهستان‌های بخش لاریجان شهرستان آمل بود و در سرشماری عمومی کشاورزی در سال ۱۳۶۷ هم یک دهستان به‌شمار می‌آمد اما در آمارگیری جاری جمعیت در سال ۱۳۷۰ دهستان امیری با دهستان بالالاریجان بخش لاریجان ادغام و روستاهای آن به عنوان روستاهای دهستان بالالاریجان بخش لاریجان شهرستان آمل شناخته شد.

## کوه‌های امیری
این کوه‌ها دارای دو رشتهٔ شمالی و جنوبی است که کوه‌های شمالی آن چون سلسله زنجیری در هم رفته و گره خورده‌اند و اغلب سخت‌گذر و غیرقابل نفوذ به نظر می‌رسند. قله امیری ارتفاعی حدود ۳۹۰۰ متر دارد و در بهار و تابستان، اطراف آن را چمنزار فرامی‌گیرد.

## جاذبه‌های گردشگری
- آبشار شاهان‌دشت: بزرگ‌ترین آبشار استان مازندران و دومین آبشار بلند ایران از نظر ارتفاع و یکی از آثار ملی کشور در فهرست آثار ملی ایران است.
- آبشار امیری: در جنوب شرقی منطقهٔ امیری در ارتفاع ۱۹۸۰ متری از سطح دریا قرار گرفته‌است و بیش از ۱۰۰ متر ارتفاع دارد. این آبشار در دینان قرار دارد.
- آبشار ترا: در شمال شرقی درهٔ امیری و از آخرین صخره‌های غربی قلهٔ انیس به پایین می‌ریزد و ارتفاع آن حدود ۲۵ متر است.
- آبشار برز: چنانچه مسیر آبشار ترا را ادامه دهید در ارتفاع ۲۸۵۰ متری از سطح دریا در نزدیکی قلهٔ پلالس به این آبشار می‌رسید که ۵۰ متر بلندا دارد.
- قله امیری: از ناحیهٔ غربی به‌آبادی‌های بزرگ منطقهٔ امیری محدود می‌گردد و بلندای آن ۳۹۵۰ متر است. این قله به نام کهونو نیز شناخته می‌شود.
- قلعه ملک بهمن: از قلعه‌های عظیم البرز و ایران است که در جاده هراز بخش لاریجان شهرستان آمل و مشرف به روستای شاهان‌دشت قرار دارد.
- تنگه بند بریده: به‌جاماندهٔ بخشی از راه باستانی هراز است که آثار باستانی مربوط به راه قدیم ری به آمل در آن مشهود است.
- شکل شاه: به دستور ناصرالدین‌شاه قاجار از شمایل وی و تنی چند از ملازمانش بر دل صخره‌ای بر سر راه جادهٔ تاریخی هراز حجاری شده‌است.
- چشم‌انداز قلهٔ دماوند: دماوند کوهی در شمال ایران است که بلندترین کوه ایران و بلندترین قلهٔ آتشفشانی آسیا است.
- دشت دژمار: دشتی وسیع در منطقهٔ امیری است.
- امامزاده ابراهیم و روح‌الله: در روستای دینان واقع شده‌است.

## افراد سرشناس
- علاءالدین زرین‌پور: فارغ‌التحصیل از دانشگاه کالیفرنیا، دبیرکل کانون ناسیونالیست ایران، مشاور نظام در کمیته‌های المپیک و نمایندهٔ آمل در مجلس شورای ملی
- سید جلال تقوی لاریجانی: فارغ‌التحصیل از دانشگاه بیرمنگام، نمایندهٔ آمل در مجلس شورای ملی
- عباس امیرجمشیدی: فوق‌تخصص جراحی مغز و اعصاب از دانشگاه هانوفر
- شروین تقوی لاریجانی: دانشمند شاغل در سازمان فضایی آمریکا ناسا
- محمدعلی امیری: فارغ‌التحصیل از دانشگاه ژنو، معاون وزارت آموزش و پرورش و رئیس سازمان پژوهش و برنامه‌ریزی آموزشی
- حسینعلی قبادی: نویسنده، ادیب و پژوهشگر ادبی، استاد دانشگاه تربیت مدرس و رئیس پژوهشگاه علوم انسانی و مطالعات فرهنگی
- عباس امیری مقدم: بازیگر سینما و صدا و سیما
- سید باقر جلالی موسوی: سیاستمدار و نماینده دوره هفدهم مجلس شورای ملی از دماوند و فیروزکوه
- حاج مهدی سلطان امیری: افسر دورهٔ محمدعلی‌شاه قاجار، تیول دار مناطق روستایی آمل
- ایرج جمشیدی: روزنامه‌نگار و فعال سیاسی، مدیرمسئول فعلی روزنامه اقتصادی آسیا
- بیژن تقوی: متخصص جراحی عمومی و فوق تخصص جراحی پلاستیک
- اسماعیل جمشیدی: نویسنده و روزنامه‌نگار
- تقی تقوی لاریجانی: بازرس عالی وزارت و استاد دانشگاه افسری
- علیرضا زرین نژاد: نایب رئیس انجمن تولید کنندگان و صادرکنندگان سازه های فولادی ایران
- سید محمود کاظمی‌دینان: نمایندهٔ ادوار سوم، چهارم و ششم آمل در مجلس شورای اسلامی
- شاهین جمشیدی: مجری، گوینده و بازیگر صدا و سیما
- غلامرضا کاظمی دینان: رئیس انجمن روابط عمومی ایران
- هاشم جمشیدپناه: معاون اسبق مدیرکل ورزش و جوانان استان مازندران و رئیس ادارهٔ ورزش و جوانان آمل
- نغمه مبرقعی: عضو شورای عالی محیط زیست
- صدرالدين مبرقعی: رئيس اسبق فرهنگ مازندران
- محمدحسین رضوی: عضو شورای آكادمی المپيک ايران